# Debswana
Debswana ist der wertmäßig größte Diamantenproduzent der Welt mit Sitz in Gaborone, Botswana. Debswana ist ein Joint Venture zwischen Botswana und dem Anglo-American-Tochterunternehmen De Beers. Beide Parteien halten je 50 % am Unternehmen. Debswana betreibt vier der fünf botswanischen Diamantenminen und ein Steinkohlenbergwerk.

## Ökonomische Bedeutung

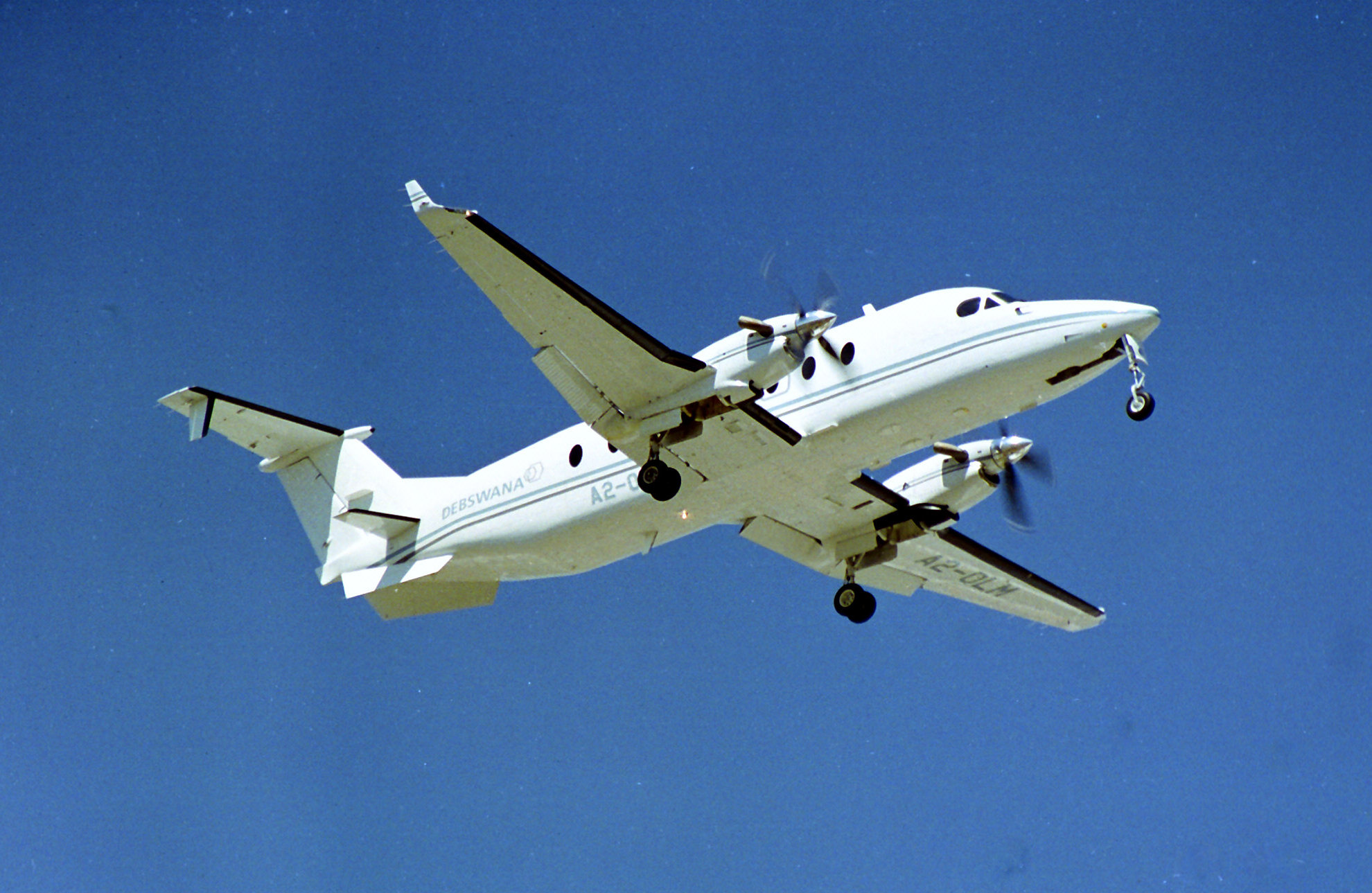
Flugzeug von Debswana (2002)

Der Diamantexport hat wesentlich dazu beigetragen, dass das Land, welches 1966 in die Unabhängigkeit entlassen wurde und damals als eines der ärmsten der Welt galt, bis heute bedeutende ökonomische Fortschritte machen konnte. Anders als in anderen Ländern Afrikas ist es der botswanischen Regierung gelungen, über Steuern, Royalties und Dividenden massiv vom Diamantexport zu profitieren und bis zu 50 % des Staatshaushaltes durch ihn zu finanzieren. Botswana gilt wie etwa Norwegen als Vorzeigeland, wie langfristig von der Ausbeutung von Rohstoffen profitiert werden kann.

## Bergwerke
- Diamanten:
  - Orapa, eröffnet 1971
  - Letlhakane, eröffnet 1975
  - Jwaneng, eröffnet 1982
  - Damtshaa, eröffnet 2003

- Steinkohle:
  - Morupule (bei Palapye), eröffnet 2003, spielt eine zentrale Rolle für die Energieversorgung des Landes[2]